# Крамер, Даниил Борисович
Дании́л Бори́сович Кра́мер (род. 21 марта 1960, Харьков) — советский и российский джазовый пианист, педагог, композитор и продюсер. Народный артист России (2012), действительный член Российской академии искусств (2014).

## Биография
Даниил Крамер родился в Харькове в семье учителя и врача. Родители отдали сына в Харьковскую среднюю специальную музыкальную школу (класс фортепиано Елены Владимировны Иолис). На Республиканском конкурсе где пятнадцатилетний Крамер получил Первую премию как исполнитель и завоевал Вторую премию как композитор. Вскоре он продолжил своё образование в московской Академии имени Гнесиных как пианист академического направления, его учителем стал профессор Евгений Либерман.
Параллельно начал серьёзно заниматься джазом и в 1982 году получил Первую премию на конкурсе фортепианных джазовых импровизаторов в Вильнюсе (Литва).
В 1985—1986 годах — солист Московской государственной филармонии и солист Москонцерта. Участвовал в джазовых фестивалях, гастролировал.
Художественный руководитель фестиваля «Джазовая весна», который проводится в Самаре с 2003 года один раз в два года.
Почётный член Сиднейского профессионального джазового клуба (Professional Musicians’ Club).

## Преподавательская деятельность
В 1983 году окончил Академию имени Гнесиных и позже в ней преподавал. С 1986 года стал преподавать джазовое фортепиано и основы импровизации в ДМШ № 36 имени Стасова. Автор методических трудов, собраний пьес, различных аранжировок и джазовых обработок.
В 1997 году на канале ОРТ была показана серия его уроков джазовой музыки, кроме того, была выпущена видеокассета «Уроки джаза с Даниилом Крамером» под общим названием «Современный джаз России».
Заведующий кафедрой инструментов эстрадного оркестра Института современного искусства, профессор.

## Международные джазовые фестивали и конкурсы[уточнить]
- «Munchner Klavier sommer» (Германия)
- «Manly Jazz Festival» (Австралия)
- «European Jazz Festival» (Испания)
- «Baltic Jazz» (Финляндия)
- «Foire de Paris» (Франция)
- Арт-директор российских джазовых фестивалей — в Тюмени, Екатеринбурге, Омске, Перми, Сургуте, Самаре, Нижнем Новгороде, Суздале, Уфе и Саратове
- «Джазовая музыка в академических залах» (концертно-гастрольный абонемент)
- Первый международный конкурс джазовых пианистов. Председатель жюри. (открыт в марте 2005 года, совместно с Павлом Слободкиным)
- Фестиваль «Jazz collection»[8]
- «Звезды джаза над Енисеем»[9]
- Фестиваль «Усадьба Jazz»
- Международный фестиваль UralTerraJazz

## Дискография
- Даниил Крамер и Steve Blayer, «Vermont Wanderer», 1995.
- Даниил Крамер и Квартет им. Глинки, «Imagine», CD, 1999.
- Даниил Крамер и Александр Фишер, «Hi, Pite!», CD, 2001.
- Даниил Крамер, «Jazz Games», 2CD, 2003.
- Даниил Крамер, Евгений Шестаков и Омский академический симфонический оркестр, CD, 2004[10].
- Даниил Крамер, Олег Бутман и Rich Goods, CD, 2008.
- Даниил Крамер, «Jazz Games», CD, 2009.

## Награды, конкурсы и звания
- Народный артист Российской Федерации (2012)[11]
- Заслуженный артист Российской Федерации (1997)
- Первая премия на Республиканском конкурсе (Харьков)
- Вторая премия на Республиканском конкурсе (Харьков)
- Первая премия на конкурсе фортепианных джазовых импровизаторов в Вильнюсе (Литва)
- Европейская Премия имени Густава Малера (ноябрь 2000 года)[2]
- Академик Российской академии искусств (2014)

## Сотрудничество
Валерий Гроховский, Игорь Бутман, Роман Мирошниченко, Аркадий Шилклопер, Хибла Герзмава, Ваагн Айрапетян, Пермская краевая филармония, Татарская государственная филармония им. Г. Тукая, Самарская государственная филармония, Харьковская областная филармония, Государственный струнный квартет им. М. И. Глинки и Дидье Локвуд, симфонию которого Даниил Крамер записал совместно с Омским оркестром, дирижёр Евгений Шестаков.